# Pusiola cinerella
Pusiola cinerella är en fjärilsart som beskrevs av Hans Daniel Johan Wallengren 1860. Pusiola cinerella ingår i släktet Pusiola och familjen björnspinnare. Inga underarter finns listade.